# FK Pobeda Prilep
El FK Pobeda (en macedonio: ФК Победа) es un equipo de fútbol de la ciudad de Prilep en Macedonia del Norte que juega actualmente en la Segunda Liga de Macedonia.

## Historia
Fundado en 1941 como Goce Delčev en honor al revolucionario homónimo, nueve años más tarde cambió su nombre por el actual. El estadio en el que juega el FK Pobeda, con capacidad para 15 000 espectadores, conserva el nombre original de la institución.
Su auge se dio con el cambio de siglo. En agosto de 2000 el club consiguió eliminar al Universitatea Craiova en la fase previa de la Copa de la UEFA. Este logro impulsó la trayectoria del equipo, que a lo largo de las próximas temporadas se convirtió en una potencia del fútbol macedonio, status que refrendaría en 2007 con su segundo título liguero. 
En el verano de 2005, el FK Pobeda logró un segundo éxito en el plano continental al eliminar al FK Smederevo. Por el contrario, en sus dos participaciones hasta la fecha en la Champions League, que enmarcan este triunfo, el club fue eliminado en la 1.ª Fase previa.
El 18 de abril de 2009 la UEFA hizo pública su sanción que le prohíbe participar en las competiciones europeas de clubes durante ocho años, motivado por el amaño de partidos. Podrán participar en competiciones europeas a partir de la temporada 2017/18. Además el presidente del club y uno de sus jugadores también fueron sancionados de por vida para impedirles que realicen cualquier tarea relacionada con el fútbol.

## Palmarés

### Torneos nacionales
- Makedonska Prva Liga (2): 2004, 2007
- Copa de Macedonia del Norte (1): 2002

## Participación en competiciones de la UEFA
| Temporada | Torneo                | Ronda              | Club                  | Casa | Visita    | Global       |  |
| --------- | --------------------- | ------------------ | --------------------- | ---- | --------- | ------------ |  |
| 1997–98   | UEFA Cup              | 1.ª Clasificatoria | Odra Wodzisław        | 2–1  | 0–3       | 2–4          |  |
| 1999      | UEFA Intertoto Cup    | 2                  | OD Trenčín            | 3–1  | 1–3 (aet) | 4–4 (4–3 p.) |  |
| 1999      | UEFA Intertoto Cup    | 3                  | Perugia               | 0–0  | 0–1       | 0–1          |  |
| 2000–01   | UEFA Cup              | Clasificatoria     | Universitatea Craiova | 1–0  | 1–1       | 2–1          |  |
| 2000–01   | UEFA Cup              | 1                  | Parma                 | 0–2  | 0–4       | 0–6          |  |
| 2001      | UEFA Intertoto Cup    | 1                  | Zagreb                | 1–1  | 2–1       | 3–2          |  |
| 2001      | UEFA Intertoto Cup    | 2                  | Çaykur Rizespor       | 2–1  | 2–0       | 4–1          |  |
| 2001      | UEFA Intertoto Cup    | 3                  | Chmel Blšany          | 0–1  | 0–0       | 0–1          |  |
| 2002–03   | UEFA Cup              | Clasificatoria     | Midtjylland           | 2–0  | 0–3 (aet) | 2–3          |  |
| 2003      | UEFA Intertoto Cup    | 1                  | Spartak Trnava        | 2–1  | 5–1       | 7–2          |  |
| 2003      | UEFA Intertoto Cup    | 2                  | Pasching              | 1–1  | 1–2       | 2–3          |  |
| 2004–05   | UEFA Champions League | 1.ª Clasificatoria | Pyunik                | 1–3  | 1–1       | 2–4          |  |
| 2005      | UEFA Intertoto Cup    | 1                  | Smederevo             | 2–1  | 1–0       | 3–1          |  |
| 2005      | UEFA Intertoto Cup    | 2                  | Hamburg               | 1–4  | 1–4       | 2–8          |  |
| 2006      | UEFA Intertoto Cup    | 1                  | Farul Constanţa       | 2–2  | 0–2       | 2–4          |  |
| 2007–08   | UEFA Champions League | 1.ª Clasificatoria | Levadia Tallinn       | 0–1  | 0–0       | 0–1          |  |